# جو بيتمان
جو بيتمان (بالإنجليزية: Joe Pittman)‏ هو لاعب كرة قاعدة أمريكي، ولد في 1954 في هيوستن في الولايات المتحدة، وتوفي في 12 يونيو 2014 في فريبورت في الولايات المتحدة.

## وصلات خارجية
- جو بيتمان على موقع دوري كرة القاعدة الرئيسي (الإنجليزية)
- جو بيتمان على موقعبيزبول رفرنس.كوم (الدوري الرئيسي) (الإنجليزية)
- جو بيتمان على موقعبيزبول رفرنس.كوم (الدوري الثانوي) (الإنجليزية)
- جو بيتمان على موقع مشجعي الرسوم البيانية (الإنجليزية)